# ITET Fontana (Rovereto)
L'Istituto Tecnico Economico e tecnologico "Felice e Gregorio Fontana" è un istituto d'istruzione secondaria di secondo grado di Rovereto. 

## Storia
L'istituto fu solennemente inaugurato il 19 novembre 1855 e, poiché in quel giorno ricorreva l'onomastico dell'imperatrice Elisabetta, Rovereto chiese ed ottenne che fosse denominata ufficialmente Scuola Reale Elisabettina. 
Fu la prima tra le piccole città dell'impero austro-ungarico ad ottenere una Scuola tecnica statale e fu l'unica scuola italiana esistente nella "provincia del Tirolo", affiancata alle poche Scuole Reali create in quegli anni dall'Austria a Milano, Venezia, Trieste, Mantova.

## Istituto moderno

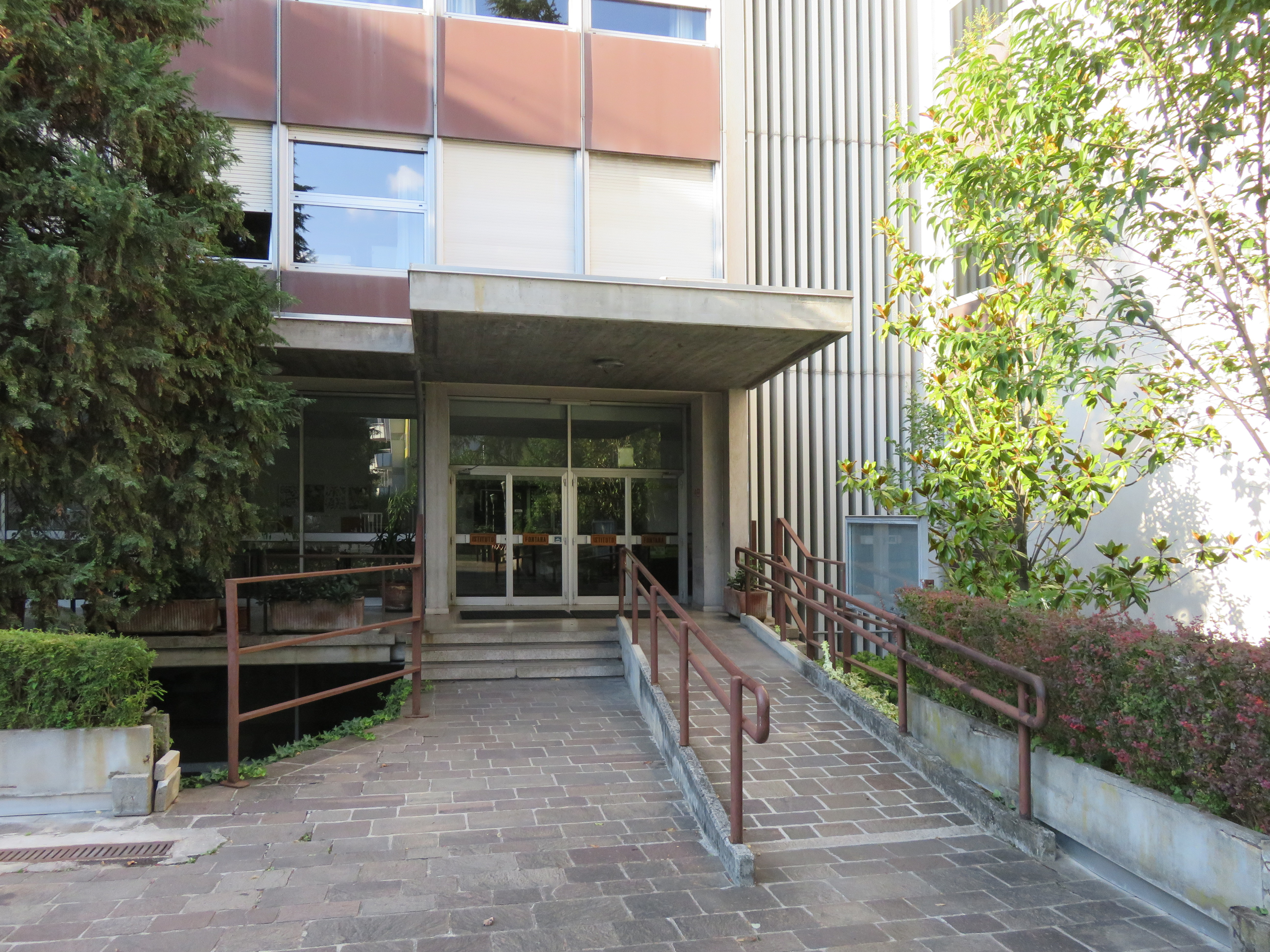
Ingresso istituto

Dopo la prima guerra mondiale fu ribattezzato Regio Istituto Tecnico "Regina Elena". Nel gennaio 1944, si decise l'intitolazione a Felice e Gregorio Fontana. Dal 1973, per rispondere alla crescente richiesta di iscrizioni venne costruita la nuova sede sul campo sportivo dietro l'antica sede di Palazzo Piomarta. La progettazione fu affidata a Luciano Baldessari. L'acquisizione della nuova sede si ottenne grazie all'accordo fra il preside dell'Istituto e sindaco di Rovereto Ferruccio Trentini e il presidente Bruno Kessler della Provincia autonoma di Trento, che si assunse in toto gli oneri per l'acquisto dell'area e la costruzione dell'edificio.